# Djimadoum Tiraina
Djimadoum Tiraina est un militaire tchadien.

## Formation
Il fut chef d’état-major général adjoint des armées puis intègre le gouvernement du président de la République Idriss Déby en février 2021 en tant que ministre délégué à la Présidence, chargé des armées, des anciens combattants et des victimes de guerre, succédant au général de corps d'armée Mahamat Abali Salah.
Après la mort d'Idriss Déby le 20 avril de la même année et la prise de pouvoir de son fils Mahamat Idriss Déby, il devient vice-président du Conseil militaire de transition.
Le 14 Février 2024, Djimadoum Tiraina ainsi que deux autres généraux ont été élevés au rang et appellation de Général d'armée, aux termes d'un décret signé par le président de transition Mahamat Idriss Deby.